# Bunkermuseum Ameland
Bunkermuseum Ameland is een museum op Ameland in de Nederlandse provincie Friesland. Het museum ten westen van Hollum heeft informatie over de oorlogsgeschiedenis van het eiland.
Het museum werd op 28 oktober 2016 geopend en is onbemand. Het voormalige vakantiehuisje Donax is ingericht als entreeruimte tot de bunker. De voormalige keukenbunker is ingericht als een klein museum. Het eerste deel bestaat uit een gedenkruimte met een kunstwerk van Jes van der Bijl. In het volgende gedeelte wordt de oorlog behandeld door middel van vondsten, voorstellingen en verhalen van Amelanders. In de laatste ruimte wordt via een diorama de oorlogsgeschiedenis op het eiland getoond.

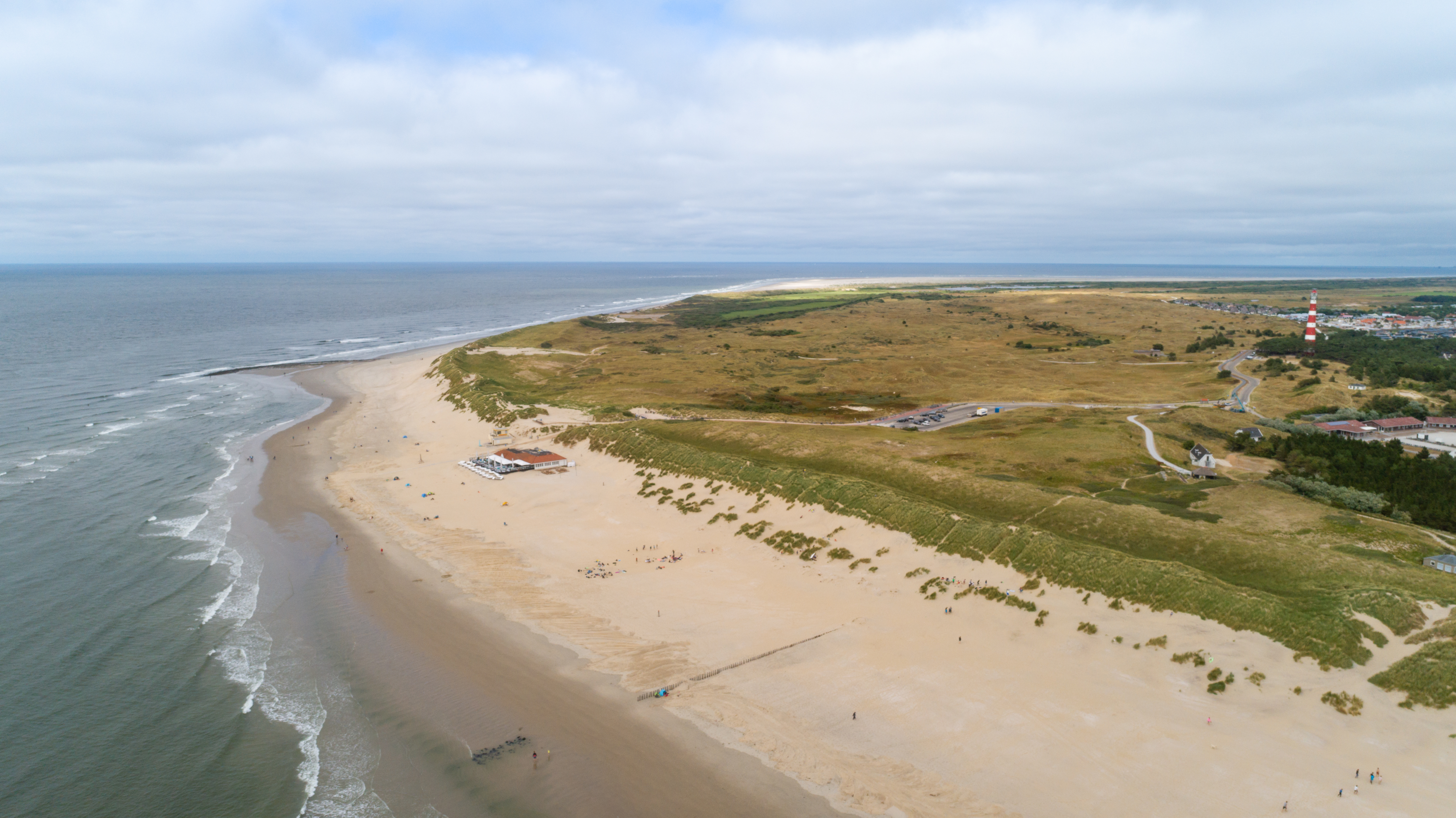
Duinen bij Hollum met bunkermuseum
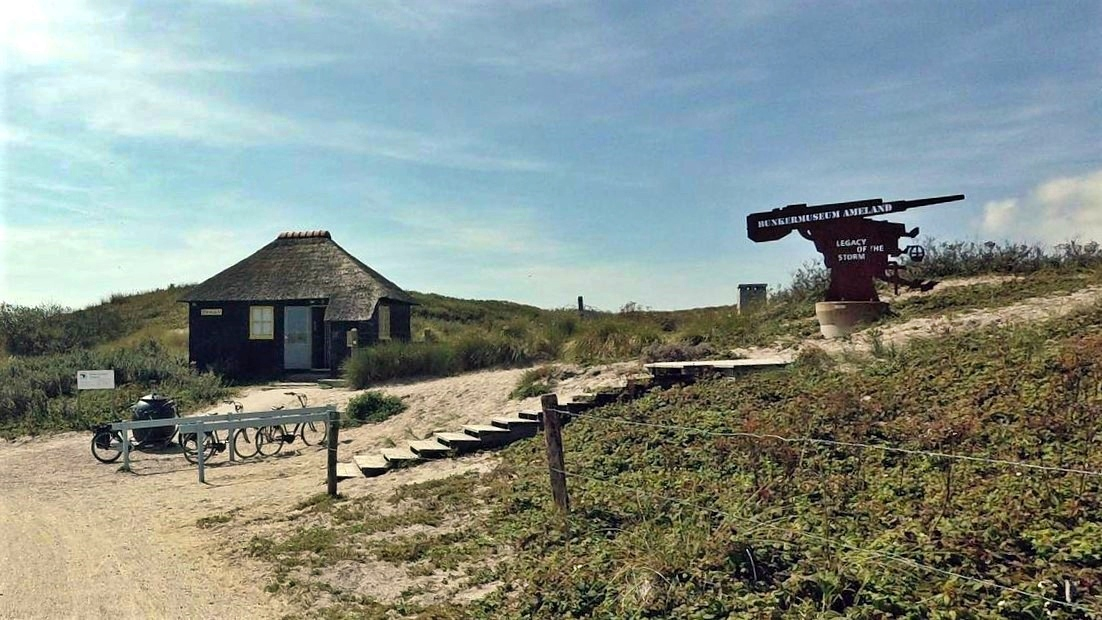
Bunkermuseum